# Anax dubius
Anax dubius är en trollsländeart som beskrevs av Marc Lacroix 1921. Anax dubius ingår i släktet Anax och familjen mosaiktrollsländor. Inga underarter finns listade i Catalogue of Life.